# سهره کوهستانی توکومان
سهره کوهستانی توکومان (نام علمی: Compsospiza baeri) نام یک گونه از سرده سهره‌های کوهستانی است.